# Bujar Lika
Bujar Lika (ur. 11 sierpnia 1992 w Strazhë) – albański piłkarz występujący na pozycji prawego obrońcy. Od 1 lipca 2019 pozostaje bez klubu. Ostatnio występował w szwajcarskim klubie Grasshopper Club Zürich.